# Joseph Emanuel Fischer von Erlach
Joseph Emanuel Fischer von Erlach (1693 i Wien, Østrig – 29. juni 1742 i Wien) var en østrigsk arkitekt under barokken og rokokoen.
Joseph Emanuels far og lærer var den østrigske kejsers arkitekt Johann Bernhard Fischer von Erlach.
Han opholdt sig i Italien 1713/14 og i Frankrig 1717-19.
I 1725 blev han hofarkitekt.
I 1727 giftede han sig med Maria Anna von Dietrich, som han fik syv børn med.
Sammen med Salomon Kleiner udgav han pragtværket ”Wiener Ansichten” med kobberstik af byens fineste bygningsværker. Sammen med bogtrykker Johann Adam Delsenbach udgav Fischer et anden billedværk „Prospecte und Abrisse einiger Gebäude von Wien“.
Joseph Emanuel Fischer von Erlach hjalp sin far med mange byggeprojekter og arkitekturtraktaten "Entwurff Einer Historischen Architectur". Han færdiggjorde faderens hovedværk, Karlskirche i Wien. Hans eget hovedværk er Winterreitschule, den spanske rideskole i Wien.